# Maneschetocia punctata
Maneschetocia punctata är en skalbaggsart som beskrevs av Delpont 1996. Maneschetocia punctata ingår i släktet Maneschetocia och familjen Cetoniidae. Inga underarter finns listade i Catalogue of Life.